# Ravi Coltrane
Ravi Coltrane (Long Island, del Nueva York, 6 de agosto de 1965) es un músico estadounidense de jazz y post-bop, saxofonista tenor y soprano, y clarinetista.
Es productor discográfico de varios artistas, como el pianista Luis Perdomo, el guitarrista David Gilmore (n. 1964) y el trompetista Ralph Alessi (n. 1963).
Ravi Coltrane es el segundo hijo del saxofonista tenor John Coltrane y la pianista Alice Coltrane. Se crio en Los Ángeles, California, y recibió su nombre en honor al músico indio Ravi Shankar. Su padre murió cuando Ravi tenía dos años de edad. En 1986, estudió música centrándose en el saxofón en el California Institute of the Arts. Ravi estudio intensamente con Steve Coleman, una influencia significativa en su concepción musical.
Ha tocado con otros muchos músicos, tales como Geri Allen, Kenny Barron, Gerry Gibbs, Steve Coleman, McCoy Tyner, Pharoah Sanders, Herbie Hancock, Carlos Santana, Stanley Clarke y Branford Marsalis.
Ha grabado cuatro discos con su banda The Coltrane Quartet. Asimismo, ha actuado en varios festivales, como el Festival de Jazz de Monterrey del 2001, el Festival de Jazz de Montreal del 2004, el Festival de Jazz de Newport del mismo año y el Festival de Jazz de Viena del 2005.

## Discografía

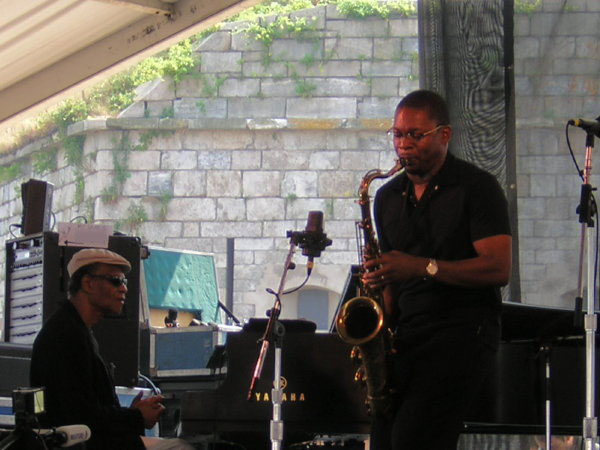
McCoy Tyner y Ravi Coltrane en el Festival de Jazz de Newport el 13 de agosto de 2005.

- In Flux, 2005.
- Mad 6, 2002.
- From the Round Box, 2000.
- Moving Pictures, 1998.
- Blending Times, 2009.
- Spirit Fiction, 2012.